# Torre Batería de La Cala del Moral
La torre batería de La Cala del Moral o torre vieja de La Cala del Moral es una torre vigía o artillada situada en la localidad de La Cala de Mijas, en la provincia de Málaga, Andalucía, España. No debe confundirse con la localidad de La Cala del Moral, en la zona oriental de la misma provincia.

## Descripción
Se trata de una torre con planta de medio círculo prolongado y dos espolones en el dorso. Levantada en el siglo XVIII, su construcción es de mampostería. La disposición interna se compone de dos plantas y una azotea, la sala principal se encuentra en la planta alta. Ésta está cubierta con bóveda de ladrillo y posee una gran chimenea para producir el humo de la alarma. 
La torre forma parte de la línea de fortificación del litoral mediterráneo andaluz y como otras torres similares está declarada Bien de Interés Cultural.

## Museo
La Torre Batería es la sede del Centro de Interpretación de las Torres Vigía del Museo Histórico-Etnológico de Mijas.

## Galería

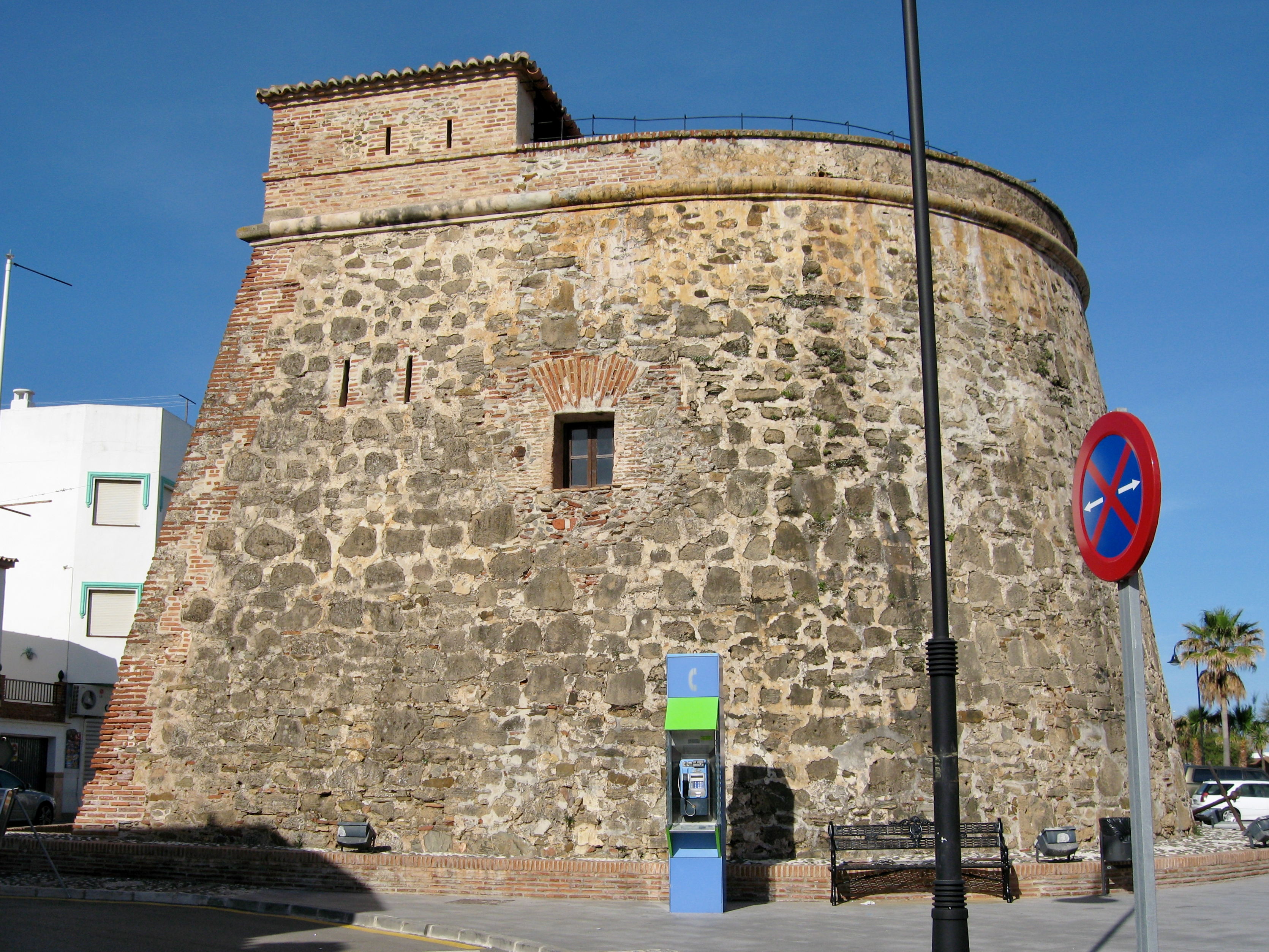
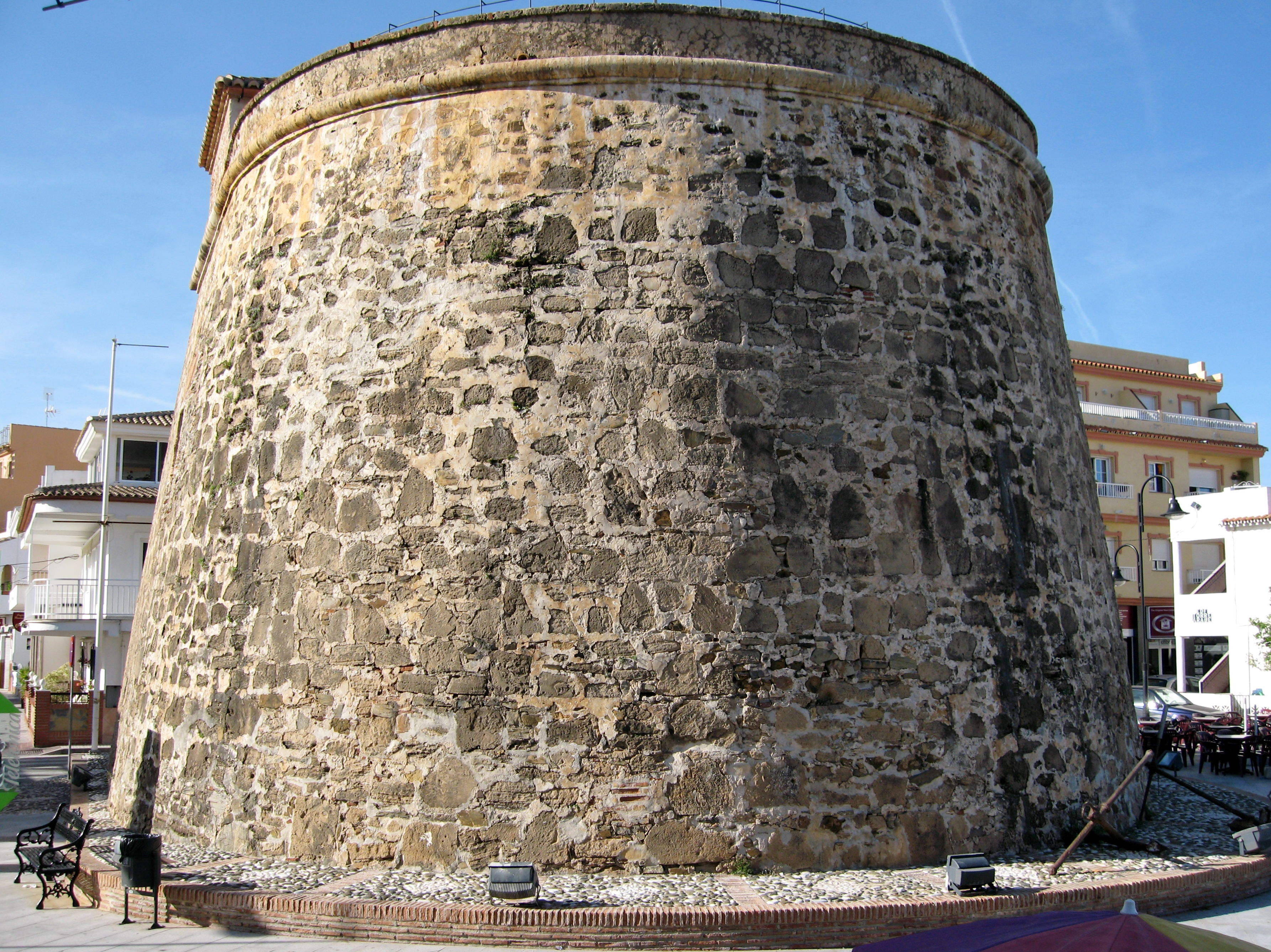
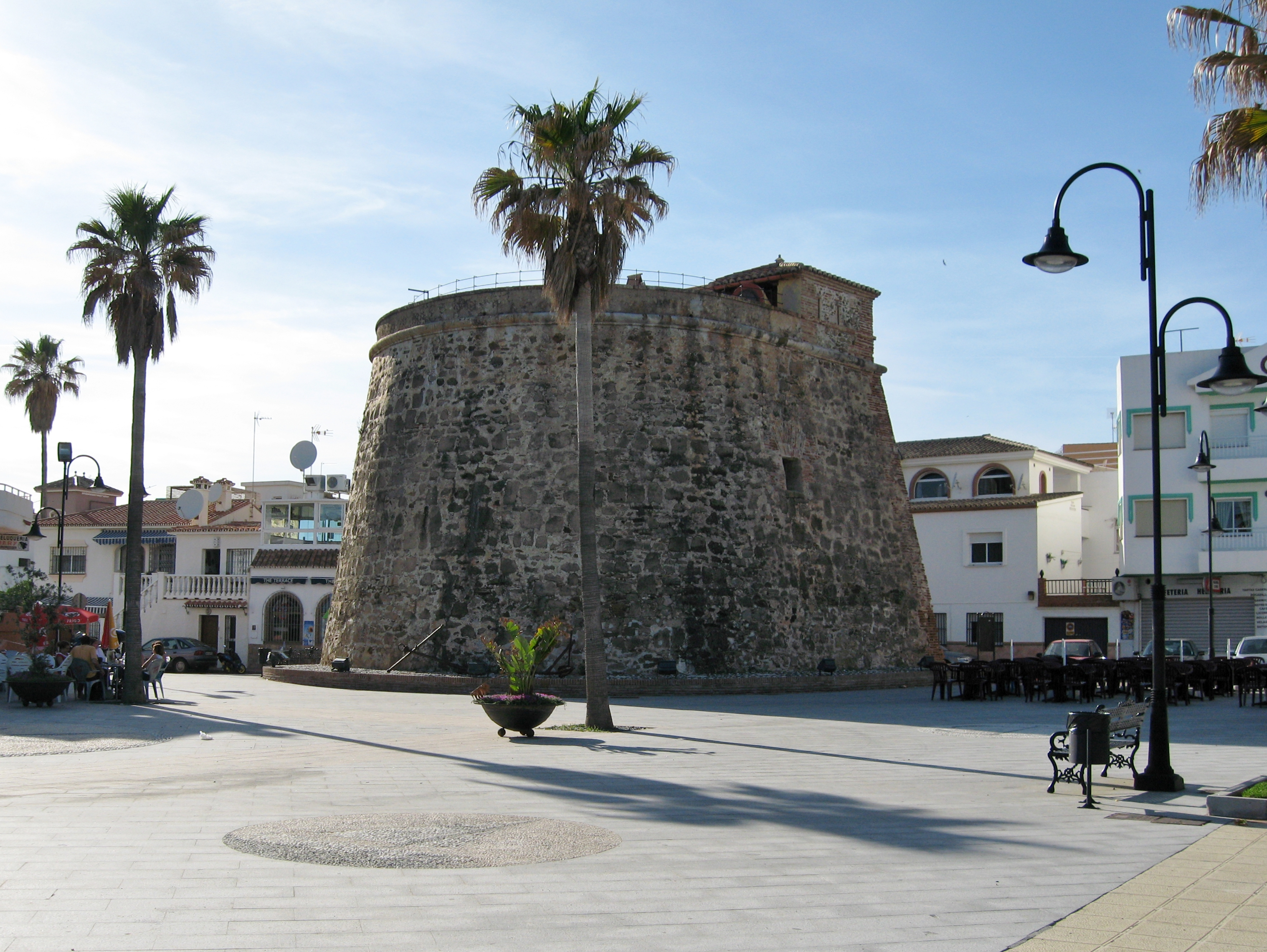